# Skorpionen (stjernetegn)
 Denne artikel omhandler det astrologiske stjernetegn Skorpionen. Opslagsordet har også en anden betydning, se Skorpionen.
Skorpionen (Scorpio) er det ottende stjernetegn i dyrekredsen. Tegnet ligger mellem  Vægten og   Skytten. Solen bevæger sig siderisk igennem Skorpionen fra sidste del af november til slutningen af november ulig stjernetegnets periode 24. oktober til 22. november. 

## Astronomisk
Tegnet er fuldt synligt fra 44°N til 90°S. 
Skorpionen ligger i et stjernerigt område, ganske tæt på Mælkevejens centrum. Her kan man se bl.a. Antares, en rød superkæmpe også kaldet Skorpionens hjerte og stjernehobene M4, M6, M7 og NGC 6231.

## Mytologisk
- Græsk: Orion blev stukket af skorpionen på vegne af Artemis og døde af det. Der blev sørget for, at Orion gik ned, når skorpionen stod op, så de to ikke kunne mødes igen på himlen.
- Egyptisk: Osiris død fandt sted, når solen stod i skorpionens tegn.

## Astrologisk
- Periode: 24. oktober til 22. november.
- Planethersker: Pluto og Mars (♂)
- Element: Vand
- Type: Fixed
- Legemsdel: Kønsorganer

## Datalogi
Tegnet for Skorpionen ♏ findes i tegnsættet unicode som U+264F "Scorpius".